# 23.º Jamboree Mundial Escoteiro
O 23.º Jamboree Mundial Escoteiro (第23回世界スカウトジャンボリー, dai-nijūsan-kai sekai sukauto jamborii)  aconteceu em Kirarahama, Yamaguchi, no oeste do Japão, de 28 de julho a 8 de agosto de 2015. O evento contou com a presença de 33.628 escoteiros e líderes. O tema era 和 Wa: Um Espírito de Unidade . O kanji 和, que significa harmonia, unidade ou união, fazia parte do tema. Wa também é um nome antigo para o Japão.

## Local
O local do Jamboree foi um terreno plano com área de 2,8km de norte a sul por 1km de leste a oeste. Havia um parque natural no local, onde a vida selvagem que vive em Kirarahama é preservada.  Milhões de pássaros selvagens visitam Kirarahama todos os anos. Além disso, o local está equipado com redes de abastecimento de água e esgoto, além de cúpula esportiva e piscina, que foram utilizadas para a programação. Especialmente para o 23.º WSJ, dois supermercados, um hospital e uma arena foram temporariamente erguidos. O acesso ao local é fácil por aviões e trens-bala Shinkansen.
O local está localizado a 30 minutos da estação Shin-Yamaguchi da linha JR Shinkansen, que tem capacidade para transportar um grande número de passageiros. Quatro aeroportos internacionais atendem em um raio de 2 horas do local, dos quais o Aeroporto Internacional de Fukuoka e o Aeroporto Internacional de Kansai estão localizados a oeste e leste do local.
Várias inspeções foram realizadas no local do Jamboree pelo governo japonês e outros governos e organizações estrangeiras. O local fica aproximadamente 1200 à quilômetros de Fukushima, área afetada pelo desastre nuclear de Fukushima, por isso as inspeções concluíram que o país está seguro para receber o Jamboree. Membros da Organização Mundial do Movimento Escoteiro também concluíram que o local do site é seguro.

## Operação Kirara
Em cada Jamboree Mundial, um projeto de solidariedade é realizado para apoiar a participação de escoteiros de todo o mundo que podem não poder comparecer ao Jamboree por razões financeiras. Este projeto Jamborees foi chamado de Operação Kirara.
A Operação Kirara foi a maior operação de solidariedade já realizada por qualquer Jamboree. O apoio foi fornecido para permitir que 480 escoteiros de 90 países participassem do Jamboree. Os escoteiros foram apoiados por todas as regiões escoteiras do Escotismo Mundial. O apoio financeiro cobriu o custo de transporte, vistos, equipamento do acampamento, bem como o custo da estadia dos escoteiros antes e depois do Jamboree. Apoio especial foi dado pelo governo japonês e pela Associação Escoteira do Japão, que ajudou a tornar o projeto possível.

## Cerimônias
A cerimônia de abertura foi realizada na noite de 29 de julho de 2015 e foi transmitida ao vivo online em www.scout.org.  O evento incluiu a cerimônia da bandeira de todos os contingentes presentes, um discurso do governador da Provincia de Yamaguchi, Tsugumasa Muraoka e um discurso do Presidente do Comitê Escoteiro Mundial, João Armando Gonçalves . Os programas de entretenimento incluíram um pequeno jogo de descobrir as diferenças jogado nas telas, e uma apresentação de taiko tradicional pelo "da da da band". A cerimônia de encerramento foi realizada na noite de 7 de agosto de 2015 e foi transmitida ao vivo online em www.scout.org.

## Atividades
As atividades incluíam Natureza, Cultura, Ciência, Fé e Crenças, Aldeia de Desenvolvimento Global, Água, Paz e Comunidade.

### Água
Para o módulo off-site durante todo o dia, as atividades aquáticas como vela, windsurf, mergulho, rafting e pesca foram realizadas na piscina e na costa próxima.
Também foi oferecido um módulo presencial de meio dia, com atividades na praia como vôlei, futebol, sand bike e cabo-de-guerra.

### Comunidade
Um módulo de dia inteiro, os participantes podem comparar sua própria comunidade com outra comunidade. Este programa incluiu a implementação prática da estratégia “Reaching Out” na comunidade local.  Os participantes também puderam experimentar o verdadeiro Japão trabalhando com a população local.

### Paz
Um módulo fora do local durante todo o dia que levou os participantes ao Museu Memorial da Paz de Hiroshima a cerca de duas horas de carro, onde os participantes puderam entender e sentir a história do que aconteceu em 6 de agosto de 1945 . Houve também um pequeno encontro para ouvir as memórias e poemas dos sobreviventes de Hiroshima, seguido de um convite para que os participantes subissem ao palco e compartilhassem seus pensamentos sobre a paz.
Em 6 de agosto de 2015, dois participantes de cada contingente nacional participaram de uma cerimônia em Hiroshima para marcar o 70.º aniversário dos bombardeios atômicos de Hiroshima e Nagasaki.

### Aldeia de Desenvolvimento Global
Global Development Village (GDV) foi um programa de módulo no local, que tentou aumentar a conscientização sobre questões globais como paz, meio ambiente, desenvolvimento, direitos humanos e saúde entre os participantes. Como o 23WSJ foi realizado no Japão, o GDV se concentra na mitigação de desastres e na paz mundial . A Organização Escoteira Mundial solicitou o envolvimento ativo de agências da ONU e ONGs. O programa GDV também fez parte do programa Join-in-Jamboree.

### Natureza
Um módulo de programa de dia inteiro, foi uma tentativa de promover uma melhor compreensão da natureza circundante, trazendo a valorização do meio ambiente. Foi realizado nas proximidades da cidade de Yamaguchi, onde fica a caverna Kirarahama.

### Cultura
“Crossroads of Culture” (CRC) foi uma atividade para promover o intercâmbio de culturas e a aprendizagem do respeito pelas culturas entre os participantes. O evento também teve um programa que visa aprofundar a compreensão cultural do Japão, da cultura tradicional à cultura pop entre os participantes.

### Ciência
Um programa presencial que visa aprofundar a compreensão dos avanços da ciência e da tecnologia e dos benefícios e problemas associados à ciência. Este programa proporcionou um espaço para aprender sobre o desenvolvimento de células de combustível e outras fontes de energia para o futuro, problemas ecológicos, robótica e tecnologias automotivas.

## Meios de comunicação
O evento contou com diversos veículos de mídia interna. Havia equipes dedicadas de vídeo e mídia social e um Jornal Jamboree diário, intitulado和 Wa .

### Projeto Jovem Correspondente / Jovem Porta-voz
Além dos membros dedicados do IST, havia cerca de 200 jovens correspondentes de todo o campo trabalhando com o centro de mídia do jamboree. Eles podem ter optado por se comunicar com a imprensa de seu próprio país, escrever sobre o jamboree em seus próprios blogs online ou redes sociais usando a hashtag # WSJ2015, ou escrever artigos temáticos diários para o jornal do jamboree.

## Logotipo
"O logotipo do Jamboree tem a forma de um nó (mizuhiki tradicional japonês). As três cores representam os conceitos do Jamboree: "Energia, Inovação e Harmonia". O nó mizuhiki é apresentado em momentos de celebração. O caractere kanji “和” [WA] também forma a arte do logotipo. " Diz-se que o movimento do nó representa o vínculo entre as pessoas, para criar o vínculo entre os escoteiros reunidos em todo o mundo. No lado inferior direito do logotipo, o caractere kanji “和” [WA] ilustra o significado do mizuhiki .

## Colaborações
O World Scout Jamboree trabalhou com a Canon, um patrocinador principal. Quatro câmeras de ação ao vivo foram instaladas ao redor do acampamento, e a Canon tinha um estande no módulo de atividades científicas. A empresa também emprestou 10 câmeras DSLR EOS kissx8i (atualmente fora do mercado) para o programa de jovens correspondentes. 